# Manuela Andrei
Manuela Andrei (Roma, 15 aprile 1940) è una doppiatrice, direttrice del doppiaggio e attrice italiana.

## Biografia
Come attrice  nel 1962 ha preso parte allo sceneggiato televisivo Una tragedia americana e nel 1964 è apparsa in un episodio nel programma poliziesco Le inchieste del commissario Maigret, nel quale ha interpretato il ruolo di Nouchi Siveschi, nell'episodio Un'ombra su Maigret. Per il teatro ha preso parte alla prima italiana di Chi ha paura di Virginia Woolf?, di Edward Albee, per la regia di Franco Zeffirelli (1963).
Nel 1970 ha partecipato al film Metello di Mauro Bolognini, nel ruolo di Adele Salani.
Tra i suoi doppiaggi più importanti, quelli di Stefania Sandrelli in Io la conoscevo bene di Antonio Pietrangeli, di Eleonora Giorgi in Cuore di cane di Alberto Lattuada.
Ha doppiato inoltre Bette Midler in Una fortuna sfacciata, Spiagge e Per favore, ammazzatemi mia moglie, l'attrice Stockard Channing in Twilight, Qui dove batte il cuore e Heartburn - Affari di cuore e Julie Andrews, Diane Keaton e Dianne Wiest.

## Vita privata
È sposata con l'attore e doppiatore Pino Colizzi ed è la madre di  Carlo Colizzi e  Chiara Colizzi, anch'ella doppiatrice.

## Filmografia

### Cinema
- Metello, regia di Mauro Bolognini (1970)
- Rugantino, regia di Pasquale Festa Campanile (1973)

### Televisione
- Una tragedia americana - miniserie TV (1962)
- Le inchieste del commissario Maigret - serie TV (1964)

## Doppiaggio

### Film
- Bette Midler in Spiagge, Per favore, ammazzatemi mia moglie, Una fortuna sfacciata
- Stockard Channing in Twilight, Qui dove batte il cuore, Heartburn - Affari di cuore
- Brenda Blethyn in Orgoglio e pregiudizio
- Julie Andrews in Così è la vita
- Diane Keaton in Baby Boom
- Sydne Rome in La sculacciata
- Christine Baranski in Il mistero Von Bulow
- Dianne Wiest in Funny Money - Come fare i soldi senza lavorare
- Lily Tomlin in America oggi
- Cathy Moriarty in Toro scatenato
- Sally Field in Una bionda in carriera
- Lesley-Anne Down in Una strada, un amore
- Sissy Spacek in Sbucato dal passato
- Frances Fisher in Laws of Attraction - Matrimonio in appello
- Mary Kay Place in Tutta colpa dell'amore
- Eleanor Bron in Wimbledon
- Darlene Love in Arma letale 3
- Charlayne Woodard in La prossima vittima
- Susan Anspach in Il diavolo e Max
- Julie Hamilton in Holy Smoke - Fuoco sacro
- Pernilla August in Gli innocenti
- Nancy Lenehan in Prova a prendermi
- Christine Ebersole in Guai in famiglia
- Kerry Walker in Lezioni di piano
- Madeline Kahn in Signori, il delitto è servito
- Eva Darlan in Femme fatale
- Alyson Reed in Skin Deep - Il piacere è tutto mio
- Isabel Glasser in Amore per sempre
- Margaret Whitton in L'uomo senza volto
- Sandahl Bergman in Yado
- Kyōko Kagawa in Madadayo - Il compleanno
- Helen Mirren in Il venditore dell'anno, 2010 - L'anno del contatto
- Kate Jackson in Madre a tutti i costi
- Patricia Richardson in Una trappola per Jeffrey
- Stefania Sandrelli in Io la conoscevo bene, Alfredo, Alfredo
- Susanne Lothar in Anna Karenina

### Animazione
- Rita in Oliver & Company
- Marlena Gru in Cattivissimo me, Cattivissimo me 3 e Minions 2 - Come Gru diventa cattivissimo

### Televisione
- Geraldine Chaplin in Odissea
- Wendy Kilbourne in Nord e Sud
- Lee Remick in Quarto comandamento
- Francesca Annis in Conquisterò Manhattan
- Celia Imrie in Zivago
- Rue McClanahan in Cuori senza età
- Anne Schedeen in ALF
- Kate Jackson in Baby Boom
- Valerie Curtin e Leah Ayres in Dalle 9 alle 5... orario continuato
- Grace Zabriskie in I segreti di Twin Peaks
- Joan Van Ark in California
- Gina Morett in La mia seconda madre
- Susana Vieira in Destini